# El Bebedero
El Bebedero est une commune située dans le district de Tonosí, dans la province panaméenne de Los Santos. En 2010, elle comptait une population de 1 332 habitants et une densité de population de 11,4 personnes par km².

## Géographie physique
El Bebedero est situé aux coordonnées 7°25′00″N 80°28′00″O,. Selon les données de l'INEC, la commune a une superficie de 116,6 km².

## Données démographiques
Selon le recensement de 2010, la commune comptait une population d'environ 1 332 habitants. La densité de population était de 11,4 habitants par km².